# خسوس ارانگورن
خسوس ارانگورن (انگلیسی: Jesús Aranguren; ۲۶ دسامبر ۱۹۴۴ – ۲۱ مارس ۲۰۱۱) بازیکن فوتبال اهل اسپانیا بود.
از باشگاه‌هایی که در آن بازی کرده‌است می‌توان به باشگاه فوتبال اتلتیک بیلبائو اشاره کرد.
وی همچنین در تیم‌های ملی فوتبال زیر ۱۸ سال اسپانیا و اسپانیا بازی کرده‌است.